# Colbert (jas)

Bovenste gedeelte van een colbert met stropdas en pochet.

Een colbert of colbertjas(je) is een semi-formeel kledingstuk dat vooral door mannen gedragen wordt. Het is een jasje met revers. Het kan samen met een broek van dezelfde stof deel uitmaken van een pak. Het colbert heeft een sterke gelijkenis met de blazer en beide termen worden vaak door elkaar gebruikt. Blazers zijn wat sportiever en de colbert wat formeler. Daarnaast is de blazer meer voor buiten bedoeld en heeft de colbert een strakkere pasvorm en is deze van fijnere stof gemaakt.
Vanaf 1850 werd het colbert populair als informeel sportief jasje. Voor formele gelegenheden werd het colbert nog ongeschikt geacht. In de 20e eeuw werd het colbert steeds meer geaccepteerd als het universele jasje voor alle gelegenheden. Met de opkomst van de vrijetijdskleding in de jaren 1960 en 1970 kreeg het colbert de status van een formeel jasje. Later zou het colbert, en variaties daarop, ook een plek krijgen in de vrijetijdskleding. Ook zou het colbert steeds meer in zwang raken in de damesmode.
Voor kantoorwerk, voor zaken, en voor politiek geldt het colbert nog steeds als het universele jasje dat bijna altijd kan. Alleen voor heel officiële gelegenheden wordt nog weleens de voorkeur gegeven aan een smoking, een jacquet of een rokkostuum, maar meestal is een colbert wel op zijn plaats.
Er wordt onderscheid gemaakt tussen single-breasted (enkele rij knopen) en double-breasted (dubbele rij). De dubbele rij is formeler en deze modellen worden altijd dichtgeknoopt gedragen terwijl men bij een enkele rij het jasje vaak open laat hangen of anders de onderste knoop open laat. Een knopenrij bestaat meestal uit twee of drie knopen boven elkaar. Een zoot suite heeft zelfs zes knopen boven elkaar.
Het woord colbert komt uitsluitend in het Nederlands voor als aanduiding voor het jasje. Het woord wordt in verband gebracht met de naam van de Franse minister voor Financiën Jean-Baptiste Colbert, zonder dat duidelijk is waarom hij als naamgever is gekozen. In kringen waar colberts veel gedragen worden is het woord colbert ongebruikelijk en spreekt men liever van een jasje.